# Striscia di cuoio
Striscia di cuoio (The Osterman Weekend) è il secondo romanzo di spionaggio scritto da Robert Ludlum, pubblicato nel 1972.
Ne è stato tratto nel 1983 il film Osterman Weekend, diretto da Sam Peckinpah.

## Trama
John Tanner, importante giornalista televisivo, si appresta a organizzare con la moglie il consueto "fine settimana con gli Osterman", al quale parteciperanno gli amici Cardone e Tremayne di New York e Osterman dalla costa ovest, ciascuno accompagnato dalla rispettiva moglie.
Pochi giorni prima della festa, Tanner viene però contattato da Laurence Fassett, agente della CIA, il quale lo costringe a partecipare ad un'operazione per la sicurezza nazionale. L'obiettivo è smantellare la cosiddetta organizzazione Omega, alla quale si sospetta partecipino attivamente almeno uno, se non tutti, gli amici che saranno suoi ospiti nel weekend.
La festa avrà luogo, ma la tensione tra i vecchi amici sarà palpabile. John fatica a fare il doppio gioco, mentre i suoi ospiti, già stuzzicati in segreto da Fassett circa i loro conti in banca sospetti in Svizzera, temono che John li voglia inguaiare per invidia della loro ricchezze.
John si troverà messo alle strette, pieno di dubbi verso tutti, e deciderà di agire per conto proprio, ignorando le indicazioni degli agenti che lo hanno arruolato.
Il finale porterà alla luce una verità sconvolgente.

## Edizioni
- Robert Ludlum, Striscia di cuoio, collana Bestseller Oscar Mondadori n. 36, traduzione di Maria Giulia Castagnone, Piotello, 1987  [1972],  p. 224.